# 오케스트라 프라이빗 에쿼티
오케스트라 프라이빗 에쿼티(영어: Orchestra Private Equity)는 싱가포르의 사모펀드 운용사이다.

## 투자
2021년 11월, 토종 피자 프랜차이즈 '반올림 피자샵'을 운영하는 반올림식품을 약 1000억원에 인수했다.
2017년 7월 일본 도쿄에 본사와 공장을 둔 글로벌 골프용품 제조·유통 업체인 마제스티골프를 780억원에 인수했으며, 스마트스코어-스트라이커캐피탈매니지먼트 컨소시엄에 2650억원에 매각하며 엑시트했다.